# Beaumont (Kalifornie)
Beaumont je město ve Spojených státech amerických. Nachází se v okrese Riverside County ve státě Kalifornie. Ve městě žije přibližně 53 tisíc obyvatel a jeho rozloha činí 80,1 km². Leží na vrcholu San Gorgonio Pass mezi San Bernardino Mountains a San Gorgonio Mountain na severu a San Jacinto Mountains na jihu. Asi 30 kilometrů jihovýchodně od města leží San Jacinto Peak.
Městem procházejí silnice California State Route 79 a California State Route 60.